# Amor e Dor
Amor e Dor (em norueguês: Kjærlighet og smerte) é uma pintura do artista Edvard Munch realizada entre 1893 e 1895. Esta obra foi intitulada A vampira (em norueguês: Vampyr) por Stanisław Przybyszewski, amigo de Munch, mas nunca pelo próprio. A pintura mostra um homem e uma mulher se abraçando, com a mulher parecendo estar beijando ou mordendo o homem em seu pescoço. Munch pintaria seis versões diferentes do mesmo assunto. Três versões estão na coleção do Museu Munch em Oslo, uma é mantida pelo Museu de Arte de Gotemburgo, a outra é propriedade de um colecionador particular, e o trabalho final não foi relatado. Munch pintou várias versões adicionais e derivadas da obra posteriormente em sua carreira.

## Descrição
A pintura mostra uma mulher com longos cabelos vermelho-fogo beijando um homem no pescoço, enquanto o casal se abraça. Embora outros tenham visto nele "um homem preso no abraço torturado de um vampiro - seu cabelo vermelho derretido correndo ao longo de sua pele macia e nua", o próprio Munch sempre afirmou que não mostrava nada mais do que "apenas uma mulher beijando um homem no pescoço".
A pintura foi inicialmente chamada de "A Vampira" pelo amigo de Munch, o crítico Stanisław Przybyszewski. Przybyszewski viu a pintura em exposição e a descreveu como "um homem que se tornou submisso, e em seu pescoço um rosto de vampiro que morde".

### Versões
Uma versão da pintura foi roubada do Museu Munch em 23 de fevereiro de 1988. Ela foi recuperada no mesmo ano, quando o ladrão entrou em contato com a polícia.
Em 2008, em um leilão da Sotheby's, uma versão de 1894 da pintura foi vendida por 24,3 milhões de libras e estabeleceu o recorde mundial para o leilão de uma pintura Munch.
Em 1895, Munch criou uma xilogravura com tema e composição muito semelhantes, conhecida como Vampyr II.

Em 1916-1918, Munch reutilizou a composição em um cenário diferente para duas pinturas chamadas Vampire in the Forest e Vampire, atualmente na coleção do Museu Munch.

Vampyr II (1895)Vampyr II (1895)
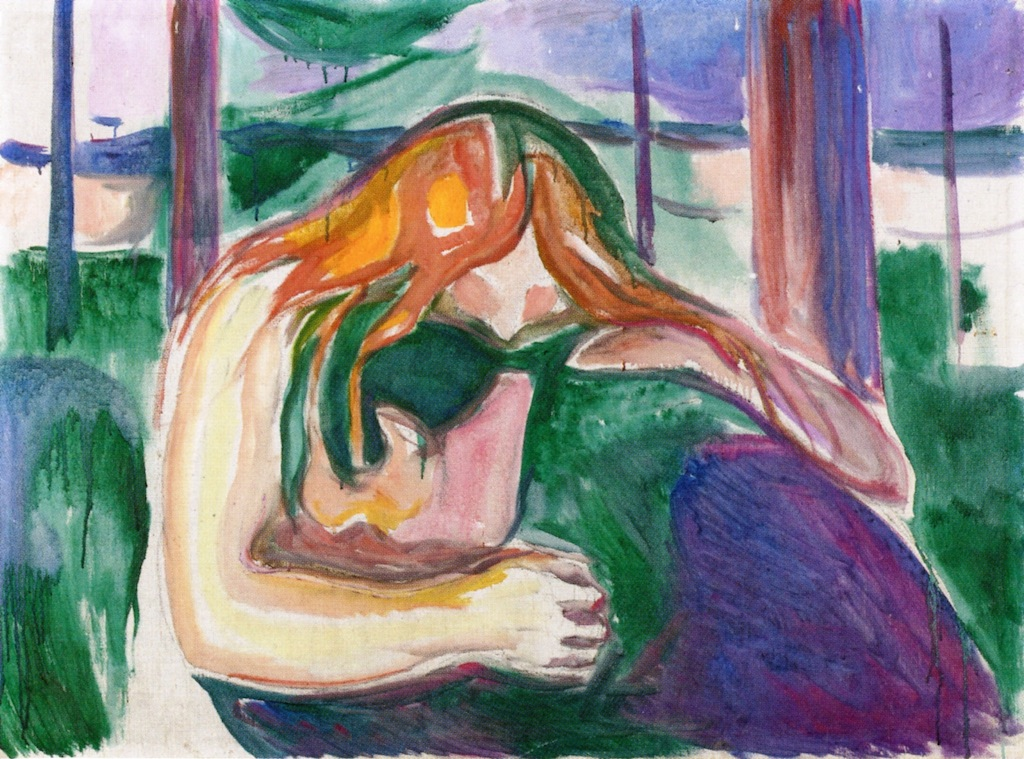
Vampire (1916-18)
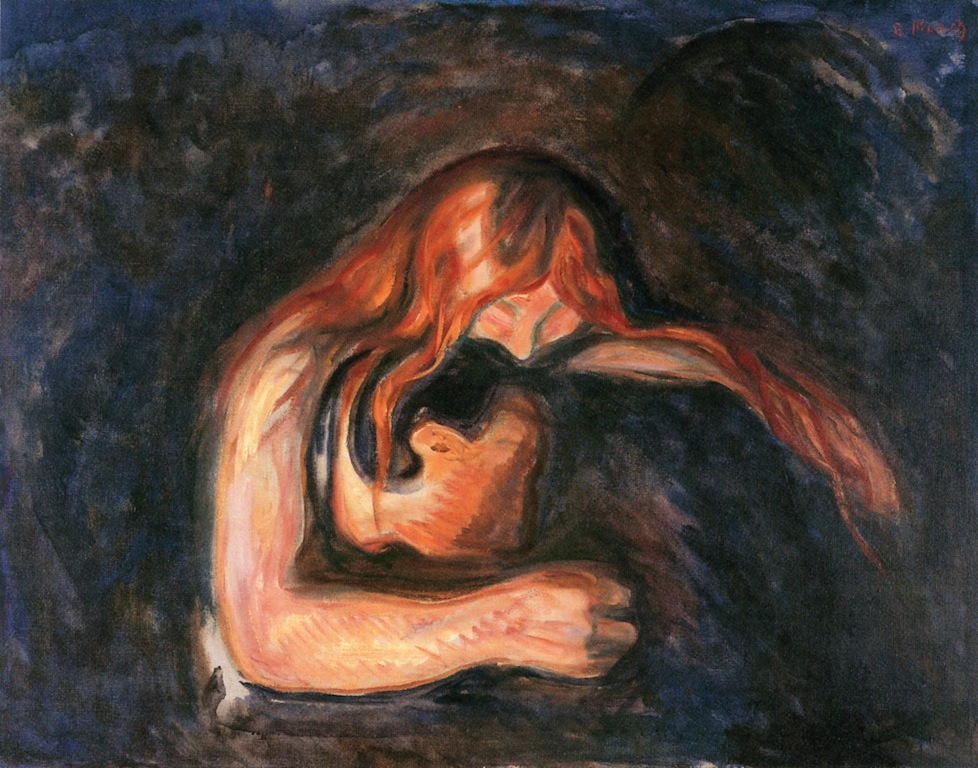
Vampire (1916-18)